# Friedrich Eduard Beneke
Friedrich Eduard Beneke (17. únor 1798, Berlín – asi 1. březen 1854, Berlín) byl německý filozof a psycholog.

## Život
Vystudoval teologii a filozofii na univerzitách v Halle a Berlíně. V roce 1815 se jako dobrovolník zúčastnil německé válečné kampaně proti Napoleonovi. Roku 1820 v Berlíně habilitoval. Následně zde přednášel. V roce 1822 mu kvůli jeho odporu k filozofii Georga Wilhelma Hegela byl udělen zákaz vyučovat. Odešel do Göttingenu, avšak o pět let později mu bylo umožněno vrátit se na berlínskou univerzitu. Roku 1832 se zde po Hegelově smrti stal profesorem. V záchvatu deprese roku 1854 zřejmě spáchal sebevraždu.

## Myšlenky a vliv
Měl za to, že psychologie tvoří základ filozofie, kvůli čemuž je tradičně řazen k psychologismu. Psychologie je podle Benekeho metodou umožňující opřít filozofii o údaje vnitřní zkušenosti a z ní indukcí odvozovat rozumové poznávací konstrukce. Filozofie je podle Benekeho teorií poznání, kterou považoval za metafyziku, čili vědu spočívající na rozumovém přetváření vjemů – tímto se stal zakladatelem směru nazývaného induktivní metafyzika, jejímž úkolem bylo spojit Kantův kriticismus se zkušeností a vytvořit systém protikladný Hegelovu absolutnímu idealismu.
Benekeho myšlenky ovlivnil především zmíněný Immanuel Kant, dále pak John Locke, Jakob Friedrich Fries, Johann Friedrich Herbart, Friedrich Heinrich Jacobi a Friedrich Daniel Ernst Schleiermacher. Jeho filozofie měla dopad například na spisovatele Friedricha Ueberwega, Karla Fortlaga, Johna Daniela Morella, Friedricha Dittese nebo Charlese Gottlieba Rauea. Na berlínské univerzitě se mu dokonce podařilo vytvořit celou filosofickou školu.

## Dílo
Beneke byl velmi plodným spisovatelem, a tento seznam uvádí pouze zlomek z celého jeho díla. Jedná se o jeho nejvýznamnější spisy.
- Psychologische Skizzen (1825)
- Lehrbuch der Psychologie (1832)
- Metaphysik und Religionsphilosophie (1840)
- Die neue Psychologie (1845)
- Pragmatische Psychologie oder Seelenlehre in der Anwendung auf das Leben (1832).